# Sutullena
Sutullena és una localitat i pedania espanyola pertanyent al municipi de Llorca, a la part central de la comarca de l'Alt Guadalentí, a la Regió de Múrcia. Prop d'aquesta localitat es troben els nuclis de Tiata, Campillo i Torrecilla. És la pedania més poblada del municipi.